# Leichtathletik-Weltmeisterschaften der Behinderten 2015/Teilnehmer (Schweiz)
| stlisierte Goldmedaille | stlisierte Silbermedaille | stlisierte Bronzemedaille |
| ----------------------- | ------------------------- | ------------------------- |
| —                       | 2                         | 3                         |

Von Swiss Paralympic, dem Schweizerischen Paralympischen Komitee, wurde eine aus 6 Sportlern und 3 Sportlerinnen bestehende Delegation entsandt, die fünf Medaillen errang. Der einzig stehende Athlet der Schweizer Delegation war der sehbehinderte Philipp Handler, der beim 100-Meter-Sprint das Podest um 24 Hundertstel verpasste.

## Ergebnisse

### Frauen
| Athletinnen         | Wettbewerb               | Vorlauf / Vorkampf | Vorlauf / Vorkampf | Halbfinale   | Halbfinale | Finale             | Finale |
| Athletinnen         | Wettbewerb               | Zeit / Weite       | Rang               | Zeit / Weite | Rang       | Zeit / Weite       | Rang   |
| ------------------- | ------------------------ | ------------------ | ------------------ | ------------ | ---------- | ------------------ | ------ |
| Catherine Debrunner | 100 m Rennrollstuhl T53  | 17,80 s            | 3                  | –            | –          | 17,65 s SB         | 4      |
| Alexandra Helbling  | 100 m Rennrollstuhl T54  | 17,67 s            | 5                  | –            | –          | nicht qualifiziert | 9      |
| Catherine Debrunner | 200 m Rennrollstuhl T53  | 33,07 s            | 2                  | –            | –          | 30,64 s PB         |        |
| Alexandra Helbling  | 200 m Rennrollstuhl T54  | 32,38 s            | 3                  | –            | –          | 31,63 s            | 7      |
| Alexandra Helbling  | 400 m Rennrollstuhl T54  | 1:01,53 min        | 5                  | –            | –          | nicht qualifiziert | 10     |
| Catherine Debrunner | 800 m Rennrollstuhl T54  | 1:55,42 min        | 4                  | –            | –          | 1:54,29 min        | 5      |
| Alexandra Helbling  | 800 m Rennrollstuhl T54  | 2:01,87 min        | 6                  | –            | –          | nicht qualifiziert | 10     |
| Patricia Keller     | 800 m Rennrollstuhl T54  | 2:11,49 min        | 6                  | –            | –          | nicht qualifiziert | 12     |
| Catherine Debrunner | 1500 m Rennrollstuhl T54 | 3:41,73 min        | 2                  | –            | –          | 3:42,44 min        | 4      |
| Alexandra Helbling  | 1500 m Rennrollstuhl T54 | 4:06,34 min        | 6                  | –            | –          | nicht qualifiziert | 12     |
| Patricia Keller     | 1500 m Rennrollstuhl T54 | 4:09,68 min        | 7                  | –            | –          | nicht qualifiziert | 13     |
| Catherine Debrunner | 5000 m Rennrollstuhl T54 | 12:29,86 min       | 3                  | –            | –          | 12:17,22 min       | 9      |
| Patricia Keller     | 5000 m Rennrollstuhl T54 | 13:28,27 min       | 7                  | –            | –          | nicht qualifiziert | 14     |

### Männer
| Athleten        | Wettbewerb               | Vorlauf / Vorkampf | Vorlauf / Vorkampf | Halbfinale   | Halbfinale | Finale             | Finale |
| Athleten        | Wettbewerb               | Zeit / Weite       | Rang               | Zeit / Weite | Rang       | Zeit / Weite       | Rang   |
| --------------- | ------------------------ | ------------------ | ------------------ | ------------ | ---------- | ------------------ | ------ |
| Philipp Handler | 100 m T13                | 11,05 s            | 1                  | –            | –          | 11,19 s            | 4      |
| Philipp Handler | 200 m T13                | 23,06 s SB         | 4                  | –            | –          | 23,05 s SB         | 7      |
| Bojan Mitic     | 100 m Rennrollstuhl T34  | 15,89 s CR         | 1                  | –            | –          | 16,17 s            |        |
| Beat Bösch      | 100 m Rennrollstuhl T52  | 17,56 s            | 2                  | –            | –          | 17,84 s            |        |
| Markus Sutter   | 100 m Rennrollstuhl T53  | 17,09 s            | 6                  | –            | –          | nicht qualifiziert | 13     |
| Bojan Mitic     | 200 m Rennrollstuhl T34  | 28,79 s            | 1                  | –            | –          | 29,02 s            | 5      |
| Beat Bösch      | 400 m Rennrollstuhl T52  | 1:05,66 min        | 3                  | –            | –          | 1:07,83 min        | 6      |
| Bojan Mitic     | 400 m Rennrollstuhl T34  | 56,82 s            | 2                  | –            | –          | Spurverletzung     | DQ     |
| Markus Sutter   | 400 m Rennrollstuhl T53  | 58,40 s            | 6                  | –            | –          | nicht qualifiziert | 14     |
| Marcel Hug      | 400 m Rennrollstuhl T54  | 48,59 s            | 3                  | –            | –          | 47,26 s            | 4      |
| Bojan Mitic     | 800 m Rennrollstuhl T34  | 1:53,09 min        | 4                  | –            | –          | nicht qualifiziert | 9      |
| Marcel Hug      | 800 m Rennrollstuhl T54  | 1:38,89 min        | 2                  | 1:38,81 min  | 1          | 1:35,66 min        |        |
| Tobias Lötscher | 800 m Rennrollstuhl T54  | 1:45,17 min        | 6                  | –            | –          | nicht qualifiziert | 23     |
| Markus Sutter   | 800 m Rennrollstuhl T54  | DNS                | –                  | –            | –          | –                  | –      |
| Marcel Hug      | 1500 m Rennrollstuhl T54 | 3:19,11 min        | 3                  | –            | –          | 3:04,97 min        | 5      |
| Tobias Lötscher | 1500 m Rennrollstuhl T54 | 3:34,25 min        | 9                  | –            | –          | nicht qualifiziert | 26     |
| Marcel Hug      | 5000 m Rennrollstuhl T54 | 10:55,62 min       | 1                  | –            | –          | 10:56,32 min       |        |
| Tobias Lötscher | 5000 m Rennrollstuhl T54 | 11:44,03 min       | 8                  | –            | –          | nicht qualifiziert | 24     |